# اندیس مرمریت بسطام خوی
مرمریت بسطام خوی یک اندیس مصالح ساختمانی است که در حوالی شهر خوی استان آذربایجان غربی قرار دارد و مادهٔ معدنی موجود در آن، مرمریت است.سنگ میزبان این اندیس سنگهای آهکی است و دیرینگی آن به دوران الیگومیوسن می‌رسد.